# Heli Malongo Airways
Heli Malongo Airways is een Angolese luchtvaartmaatschappij met haar thuisbasis in Luanda.
De luchtvaartmaatschappij stond op de Europese zwarte lijst en mocht daardoor niet naar de EU vliegen. Op 15 april 2019 werd bekend dat de luchtvaartmaatschappij geschrapt werd van de lijst en dus weer van en naar de EU mocht vliegen.

## Geschiedenis
Heli Malongo Airways is opgericht in 2005.

## Vloot
De vloot van Heli Malongo Airways Bestaat uit:(april 2007)
- 2 De Haviland DHC-8-300